# Beyeria lasiocarpa
Beyeria lasiocarpa là một loài thực vật có hoa trong họ Đại kích. Loài này được (F.Muell.) Müll.Arg. mô tả khoa học đầu tiên năm 1865.